# Bioelektromagnetisme
Bioelektromagnetise (nogle gange refereret til som bioelektricitet) er inden for biofysik interaktionen mellem biologiske systemer - celler, væv, organismer etc. - og elektromagnetisme.
Nerveceller udveksler fx information med hinanden indbyrdes og med muskelceller ved hjælp af elektricitet.
Visse dyr, fx knivfisk, herunder elektriske ål, maller, hajer og rokker, har organer, der kan oparbejde så store elektriske felter, at de er i stand til at lamme eller dræbe deres bytte og deres fjender.

## Elektriske fisk
- Den elektriske malle (Malapterurus electricus), der blandt andet lever i Nilen, har været kendt af de gamle egyptere siden 2750 BC,hvor den er gengivet på en hieroglyf [1], og den kaldtes "The thunderer" [2], på grund af associationen til lyn og torden.
- Den elektriske rokke (raja torpedo), har været kendt af de gamle grækere, der kaldte den torpedo. På latin betyder Torpor stivhed eller sløvhed. The Oxford English Dictionary har Torporific = Causing torpor; producing numbness; paralysing; also fig. stupefying, deadening.
- Den elektriske ål (Electrophorus electricus), er egl. en knivfisk, der er opdaget af flere opdagelsesrejsende i slutningen af 1700-tallet og begyndelsen af 1800-tallet. Den blev af nogle forvekslet med en ål, fordi den ikke har rygfinne.
  - Den franske naturforsker, Michel Adanson opdagede den elektriske ål på en rejse i den franske koloni Senegal 1749-1753. Han var den første, der henledte videnskabens opmærksomhed på dyret, og det fik det videnskabelige navn Gymnotus Electricus i 1756.
  - Den amerikanske opdagelsesrejsende, Edward Bancroft beskriver dyret i et videnskabeligt værk fra 1769, hvor han kalder den "Torporific eel". Altså en 'ål', der forårsager krampe, følelsesløshed eller lammelse.
  - Den tyske opdagelsesrejsende Alexander von Humboldt foretog 1799-1804 en opdagelsesrejse til Latinamerika sammen med den franske botaniker Aimé Bonpland (1773-1858). I februar 1800 begynder de en rejse op ad Orinoco-floden. Den 19. marts 1800 opdager og fanger Humboldt og Bonpland eksemplarer af den elektriske ål. De får begge alvorlige stød. Humboldt giver dyret sit nuværende latinske navn: electrophorus electricus.

### Historisk terminologi
På dansk er den elektriske ål tidligere blevet kaldt for elektrisk barryg eller krampe-barryg, jfr. Salmonsens Konversationsleksikon, 2. udgave. Barryg på grund af den manglende rygfinne, krampe, fordi dens elektriske stød forårsagede krampe eller lammelse.
The Oxford English Dictionary har Torpedo som navneord i betydning 1a:
1. a. A flat fish of the genus Torpedo or family Torpedinidæ, having an almost circular body with tapering tail, and characterized by the faculty of emitting electric discharges; the electric ray; also called cramp-fish, cramp-ray, numb-fish.
Cramp betyder som bekendt krampe.
Numb betyder: 1. a. Deprived of physical sensation or of the power of movement, esp. through extreme cold. (OED)
Det stemmer jo rigtig godt overens med at Salmonsen omtaler fisken som "Krampe-Barryggen ogsaa kaldt »den elektriske Aal«".
Barryg, fordi den ikke har rygfinne.
Før den mere nuancerede viden om elektricitet, som opnås først i 1700-tallet, har man altså opkaldt de elektriske fisk efter det, de mindede om (lyn-og-torden) eller deres virkning: tordenfisk, paralyserende eller lammende fisk, på dansk: Krampefisk.